# Мистик (Ајова)
Мистик (енгл. Mystic) град је у америчкој савезној држави Ајова. По попису становништва из 2010. у њему је живело 425 становника.

## Демографија
Према попису становништва из 2010. у граду је живело 425 становника, што је -163 (-27.7%) становника више него 2000. године.
| Група             | 2000.       | 2010.       |
| Белци             | 583 (99,1%) | 415 (97,6%) |
| Афроамериканци    | 0 (0,0%)    | 1 (0,2%)    |
| Азијати           | 0 (0,0%)    | 0 (0,0%)    |
| Хиспаноамериканци | 0 (0,0%)    | 8 (1,9%)    |
| Укупно            | 588         | 425         |